# كارل ستون
كارل ستون (بالإنجليزية: Carl Stone)‏ هو ملحن أمريكي، ولد في 10 فبراير 1953 في لوس أنجلوس في الولايات المتحدة.

## وصلات خارجية
- كارل ستون على موقع ميوزك برينز (الإنجليزية)
- كارل ستون على موقع ديسكوغز (الإنجليزية)